# 松平頼胤
松平 頼胤（まつだいら よりたね） は、江戸時代後期の大名。讃岐高松藩10代藩主。官位は正四位・左近衛権中将、宮内大輔、讃岐守、玄蕃頭。字は舜民。

## 生涯
8代藩主・松平頼儀の次男として誕生した。母は藤木氏。幼名を雄丸、通称は都太郎、貞五郎。
文政元年（1818年）、松平頼恕の養嗣子となる。天保13年（1842年）、先代・頼恕の死去により家督を継ぐ。弘化元年（1844年）、幕命により若年の水戸藩主徳川慶篤の藩政を補佐した。安政4年（1857年）から翌年の将軍継嗣問題・日米修好通商条約の勅許問題においては、大老・井伊直弼につき、本藩である水戸藩を圧迫している。その後、桜田門外の変による井伊直弼暗殺もあり、文久元年（1861年）7月、蟄居を命じられたため、頼恕の四男で自身の養子の頼聰に家督を譲って隠居した。明治4年（1871年）、東京に移る。明治10年（1877年）没、68歳。法諱は善得。

## 系譜
- 父：松平頼儀（1775年 - 1829年）
- 母：藤木氏
- 養父：松平頼恕（1798年 - 1842年）
- 正室：文姫（1809年 - 1837年） - 徳川家斉の十六女、徳川家慶妹
- 生母不明の子女
  - 男子：竹雄丸
  - 女子：大原重実室
  - 六男：松平頼温（1862 - 1921）
  - 七男：松平頼和（1865 - 1940） - 松平頼英の養子
  - 女子：衛（1849 - ?）- 松平頼策正室
- 養子
  - 男子：松平頼煕（1826年 - 1846年） - 松平頼恕の長男
  - 男子：松平頼聰（1834年 - 1903年） - 松平頼恕の四男
  - 女子：松平頼徳正室 - 松平頼顕（松平頼儀の三男）の娘